# Pedro Collor de Mello
Pedro Affonso Collor de Mello (Maceió, 14 de dezembro de 1952 — Nova Iorque, 19 de dezembro de 1994) foi um empresário e político brasileiro, irmão caçula do ex-presidente Fernando Collor de Mello. Comandava as empresas da família em Alagoas, a Organização Arnon de Mello, um grande conglomerado de mídia no estado e um dos maiores do Norte-Nordeste, que inclui veículos como a TV Gazeta, o jornal Gazeta de Alagoas, a Rádio Gazeta, a Gazeta FM e a Gráfica Gazeta de Alagoas.
Pedro Collor ganhou destaque nacional ao denunciar um grande esquema de corrupção política envolvendo o tesoureiro de seu irmão e então presidente da República, Fernando Collor de Mello. A denúncia, feita em entrevista exclusiva ao jornalista Luís Costa Pinto e publicada como matéria de capa da revista Veja em 27 de maio de 1992, foi o estopim do processo de impeachment do presidente Fernando Collor.
Aproveitando-se da fama momentânea decorrente de suas denúncias, Pedro Collor candidatou-se a deputado estadual em Alagoas pelo Partido Republicano Progressista (PRP), obtendo a suplência com 5.397 votos.
Pedro Collor morreu de câncer no cérebro, em 19 de dezembro de 1994, deixando a esposa, Thereza Collor, e três filhos, sendo um deles fruto do relacionamento com Regina Maria Habbema de Maia. Do casamento com Thereza, teve os filhos Fernando (nome dado em homenagem ao irmão) e Victor Collor de Mello.

## Biografia
Pedro Collor nasceu em 14 de dezembro de 1952, na capital alagoana, Maceió. Era filho do então governador e futuro senador de Alagoas, Arnon Afonso de Farias Melo, e de Leda Collor de Melo. Pedro era o caçula de cinco irmãos: Leopoldo Collor (o primogênito), Fernando Collor e duas irmãs, Ana Luíza Collor e Leda Collor.
Durante sua carreira, Pedro Collor atuou principalmente na gestão da Organização Arnon de Mello, fundada por seu pai, representando o conglomerado e suas diversas empresas de mídia. Em 1984, fazia parte do conselho consultivo de televisão da ABERT (Associação Brasileira de Emissoras de Rádio e Televisão), representando a TV Gazeta de Alagoas. Essa participação é mencionada em uma carta da entidade enviada ao presidente João Figueiredo, informando sobre a eleição da nova diretoria, realizada em 29 de agosto daquele ano.
Pedro Collor se tornou conhecido a nivel nacional após a sua entrevista à revista Veja, publicada como capa de revista com o título "Pedro Collor conta tudo" no qual o irmão do presidente em uma entrevista de duas horas concedida nas dependências da revista Veja, Pedro Collor revelou um vasto esquema de corrupção, tendo como principal protagonista o tesoureiro de seu irmão, Paulo César Farias. Durante a conversa, Pedro iniciou afirmando ao jornalista: “O PC é o testa-de-ferro do Fernando”, alegando que diversas ações atribuídas a PC Farias, como o lançamento do jornal intitulado Tribuna de Alagoas e a aquisição de um apartamento em Paris, eram, na verdade, de propriedade de seu irmão, o então presidente Fernando Collor.

"Eu não acho, eu afirmo categoricamente que sim. O Paulo César é a pessoa que faz os negócios de comum acordo com o Fernando. Não sei exatamente a finalidade dos negócios, mas deve ser para sustentar campanhas ou manter o status quo."— Pedro Collor de Mello

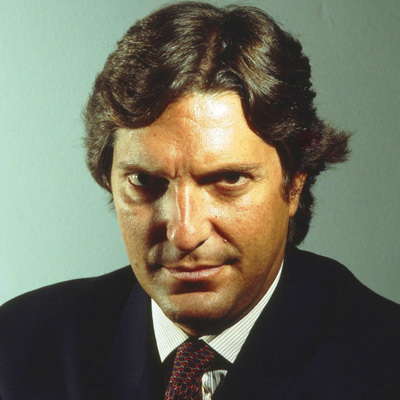
Foto de Pedro Collor que estampou a capa da revista Veja em 27 de maio de 1992.

A entrevista da Veja começou abordando as acusações feitas por Leda Collor, mãe de Pedro, sobre sua saúde mental. O jornalista questionou se ele já havia passado por algum tratamento psiquiátrico, ao que Pedro respondeu de forma imediata e enfática, alegando que tais acusações tinham o claro objetivo de descredibilizá-lo perante a opinião pública.
No mês seguinte à entrevista, em 1º de junho de 1992, foi instaurada uma Comissão Parlamentar de Inquérito (CPI) para apurar a conduta de Paulo César Farias no governo Collor. Três dias depois, Pedro Collor prestou depoimento à CPI, onde acusou PC Farias de montar uma rede de tráfico de influência dentro do governo, com a conivência de seu irmão, o presidente. Cerca de cinco meses depois, em 29 de dezembro de 1992, Fernando Collor de Mello renunciou ao cargo antes da votação de seu impeachment no Senado Federal. No dia seguinte, o Senado aprovou o processo, condenando o agora ex-presidente à perda do mandato e à inelegibilidade por oito anos.
Após o drama do impeachment, Pedro Collor foi coautor do best-seller nacional Passando a Limpo – A Trajetória de um Farsante, escrito em parceria com a jornalista Dora Kramer e publicado pela Editora Record em 1993. A obra relata os bastidores do governo federal sob os auspícios de seu irmão, Fernando Collor, e de Paulo César Farias. O livro retrata episódios da infância de Pedro, aborda questões íntimas da família Collor de Mello e acompanha a trajetória política de Fernando, desde sua indicação para a prefeitura de Maceió até suas eleições como governador de Alagoas e, posteriormente, presidente da República. Além disso, o livro traz revelações de supostos esquemas de corrupção praticados durante o governo Collor, além de bastidores recheados de fofocas envolvendo traições, bebedeiras e o uso de drogas ilícitas, este último ponto também citado por Pedro Collor na entrevista concedida à Veja.
Pedro Collor concorreu, antes da deterioração de sua saúde, ao cargo de deputado estadual de Alagoas nas eleições de 1994 onde durante sua campanha, recebeu conselhos do irmão, Fernando Collor de Mello, por meio de interlocutores mútuos. Fernando também transferiu parte de sua base eleitoral no interior de Alagoas para Pedro, indicando-lhe líderes políticos e cabos eleitorais. No final do pleito, Pedro Collor obteve 5.397 votos pelo Partido Republicano Progressista (PRP), ficando como suplente.

## Morte
Pedro Collor foi vítima de um câncer no cérebro. O problema foi detectado em meados de 1992, quando o empresário realizou exames relacionados à sua sanidade mental após as revelações feitas à imprensa. Na ocasião, os médicos recomendaram que ele se submetesse a uma cirurgia, o que não aconteceu. Com o passar dos anos, a doença foi se agravando, exigindo múltiplas internações.
Em 19 de novembro de 1994, Pedro se internou no Hospital Alemão Oswaldo Cruz, em São Paulo, relatando fortes dores de cabeça, inicialmente atribuídas a uma crise de sinusite. No dia 24 do mesmo mês, foi transferido para os Estados Unidos, onde seria submetido a tratamento com radioterapia no Memorial Hospital, em Nova Iorque.
Durante a internação, seu estado de saúde deteriorou-se rapidamente. Pedro perdeu a fala e, no dia seguinte, precisou ser levado inconsciente ao Hospital Roosevelt, apresentando dificuldades respiratórias. Submetido a uma traqueostomia, foi transferido em seguida para o Memorial Hospital, onde teve sua morte cerebral constatada em 19 de dezembro de 1994.

Seu corpo foi transladado de Nova Iorque, onde havia falecido em uma segunda-feira, para a cidade de Maceió, onde foi sepultado no Cemitério Parque das Flores. Entre os presentes no funeral estavam seu irmão, Leopoldo Collor, e sua esposa, Thereza Collor.